# Scaridium elegans
Scaridium elegans är en hjuldjursart som beskrevs av Segers och De Meester 1994. Scaridium elegans ingår i släktet Scaridium och familjen Scaridiidae. Inga underarter finns listade i Catalogue of Life.